# Jarocin
Jarocin és una ciutat de Polònia, forma part del voivodat de Gran Polònia. Es troba a 63 km al sud-est de Poznań, la capital de la regió. El 2016 tenia 26.353 habitants.

## Història
Jarocin fou annexionada durant el Regne de Prússia el 1793 durant el segon repartiment de Polònia. Formà part del Ducat de Varsòvia del 1807 al 1813 durant les guerres napoleòniques, però immediatament rendida a Prússia. La vila tornà a la República Popular de Polònia el 1945. Del 1975 al 1998 forma part del territori del voivodat de Kalisz, d'ençà el 1999 passà al voivodat de Gran Polònia.

## Agermanaments
- Libercourt, França
- Veldhoven, Països Baixos
- Hatvan, Hongria
- Schlüchtern, Alemanya
- Oleksàndria, Ucraïna
- Korkuteli, Turquia